# Poiseuillov zakon
Poiseuillov zákon [poazêjev ~] (pogosto tudi Hagen-Poiseuillov zakon ali Poiseuille-Hagenov zakon) podaja prostorninski pretok pri laminarnem toku nestisljive viskozne tekočine po gladki valjasti cevi s stalnim presekom pri majhnih vrednostih Reynoldsovega števila:
{\displaystyle \Phi _{V}={dV \over dt}={\frac {\pi r^{4}}{8\eta }}{\frac {\Delta p}{l}}}
Pri tem je ΦV prostorninski pretok, π Ludolfovo število, r polmer cevi, η dinamična viskoznost tekočine, Δp tlačna razlika in l dolžina cevi.
Poiseuillov zakon je moč izpeljati iz splošnejše Darcy-Weisbachove enačbe.

## Podobnost z električnim tokokrogom
Poiseuillov zakon je analogen Ohmovemu zakonu, ki povezuje električni tok z napetostjo. Električnemu toku tu ustreza prostorninski pretok, napetosti tlačna razlika, koeficient 8η l / πr4 pa je viskozni upor, analogen električnemu uporu.

## Uporaba
Poiseuillov zakon je uporaben v hemodinamiki in hemoreologiji za opis toka krvi po kapilarah in venah, za opis toka zraka v pljučnih alveolih, ipd.

## Zgodovina
V letu 1839 je prve sistematične raziskave laminarnega toka nestisljivih viskoznih tekočin pri nizkih hitrostih opravil nemški fizik Gotthilf Heinrich Ludwig Hagen.
Neodvisno od njega se je z raziskavami stacionarnega laminarnega toka viskoznih tekočin ukvarjal tudi francoski fizik in fiziolog Jean Louis Marie Poiseuille, ki je na osnovi svojih meritev iz leta 1838 v letih 1840 in 1846 izrazil izkustveno pridobljen zakon, danes znan kot Poiseuillov zakon.
Leta 1891 je L. R. Wilberforce razširil Poiseuillov zakon na turbulentni tok na podlagi dela E. Hagenbacha.